# Гигиадзе, Варлам Исмаилович
Варлам Исмаилович Гигиадзе (род. 25 декабря 1926) — советский борец вольного стиля, чемпион и призёр чемпионатов СССР, победитель IV Всемирного фестиваля молодёжи и студентов, мастер спорта СССР (1954), тренер. Увлёкся борьбой в 1940 году. Тренировался под руководством Михаила Тиканадзе. Участвовал в пяти чемпионатах страны.

## Спортивные результаты
- Чемпионат СССР по вольной борьбе 1952 года — ;
- Чемпионат СССР по вольной борьбе 1953 года — ;
- Чемпионат СССР по вольной борьбе 1954 года — ;

## Известные воспитанники
- Шекриладзе, Заур Александрович (1939) — чемпион и призёр чемпионатов СССР по вольной борьбе.